# Benjamin Freedman

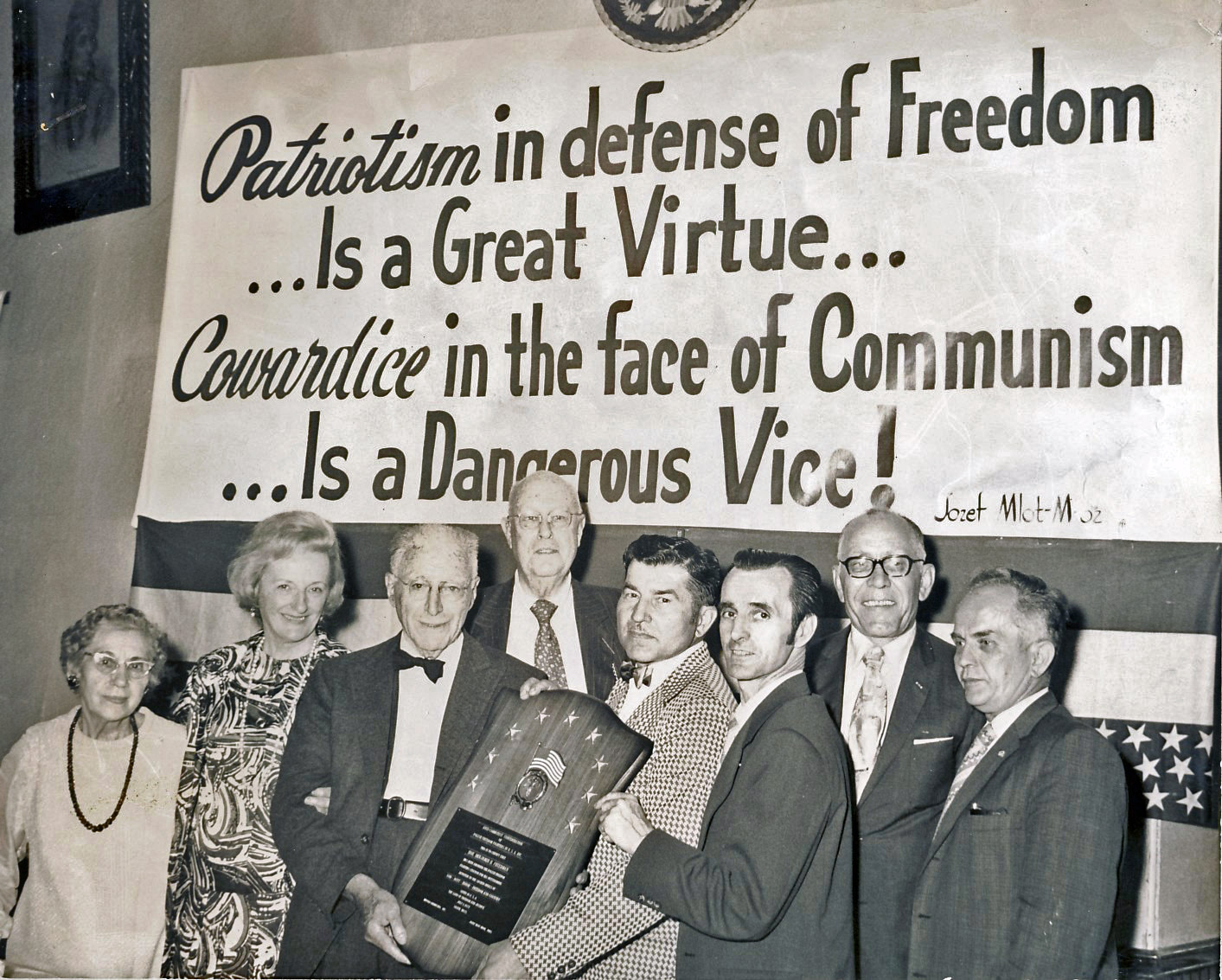
Benjamin Freedman (dritter von links), mit dem an ihn verliehenen Preis der Anti-Communist Federation of Polish Freedom Fighters in Salem, Massachusetts im Jahr 1972; links außen seine Ehefrau Rose Schoendorf

Benjamin Harrison Freedman, auch Friedman (* 5. Oktober 1890 in Manhattan, New York City; † April/Mai 1984) war ein US-amerikanischer, antisemitischer und antizionistischer Aktivist.

## Leben
Als Sohn seiner jüdischen Eltern Maurice Friedman und Annie Kaufmann ursprünglich in die jüdische Gemeinde New Yorks eingebunden, überwarf sich Freedman mit der aschkenasischen Mehrheit und warf dieser Missbrauch des Judentums vor. Er behauptete, dass ein Großteil der New Yorker Juden nicht semitischen Ursprungs sei, sondern lediglich von Konvertiten aus dem Turkvolk der Khasaren abstamme, die ursprünglich aus Asien vertrieben wurden. Diese hätten einen zersetzenden Einfluss auf die US-amerikanische Politik. Freedman konvertierte zum Christentum.
Freedman war von 1925 bis 1937 ein Geschäftspartner von Samuel D. Leidesdorf und den John H. Woodbury Laboratories, einem dermatologischen Institut und Nachfolgeunternehmen der alten Woodbury Soap Company.
Freedman war auf dem Briefkopf des Institute for Arab American Affairs aufgeführt und trat zusammen mit seiner Frau Rose M. Schoendorf Freedman, die als „R M Schoendorf“ bekannt war, um 1946 als Sponsor einer Reihe von Anzeigen im Imprint der Organisation The League for Peace with Justice in Palestine auf. („sponsored a series of advertisements under the imprint of ‘The League for Peace with Justice in Palestine’“). 1946 verklagte er das American Jewish Committee wegen Verleumdung und der Fall wurde in weniger als einem Monat abgewiesen.

## Aktivitäten
Er war ein Finanzier des Autors Conde McGinley, Herausgeber der Zeitschrift Common Sense. In der Verhandlung der Verleumdungsklage von Rabbi Joachim Prinz gegen McGinley im Jahr 1955, sagte Freedman aus, dass er McGinley finanzielle Unterstützung von mehr als 10.000, jedoch weniger als 100.000 US-Dollar habe zukommen lassen.(„he [Freedman] had given Mr. McGinley financial support of ‘more than $10,000 but less than $100,000’“.) Prinz hatte McGinley verklagt, weil er ihn als „roten Rabbi“ (“red rabbi”) bezeichnet hatte.
An der Henry-George-School sprach Benjamin Freedman über „Die Entstehung der Spannungen im Nahen Osten“ („The Genesis of Middle East Tensions“). Long John Nebel berichtete im WNBC, dass Freedman antisemitische Töne anschlug. Freedman war bis in Mitte der 1970er Jahre politisch aktiv.
Freedman wandte sich gegen die Nominierung von Anna M. Rosenberg als Assistant Secretary of Defense im Jahr 1950. Ein Artikel im ADL Bulletin mit dem Titel The Plot Against Ann Rosenberg schrieb die Angriffe auf Rosenbergs Loyalität „professionellen Antisemiten und verrückten Nationalisten“ („professional anti-Semites and lunatic nationalists“), wie der judenhetzerischen Intrige von John Rankin, Benjamin Freedman und Gerald Smith („Jew-baiting cabal of John Rankin, Benjamin Freedman, and Gerald Smith“), zu.

„Freedman, an apostate Jew, was well known to the Anti-Defamation League and the American Jewish Committee as an active supporter of the Arab cause in the Middle East. (fn 33) In the course of his erratic and often contradictory testimony before the Senate committee, Freedman revealed the roles played by anti-Semitic agitators and right-wing anticommunists — including Gerald L.K. Smith, Conde McGinley, the “Reverend” Wesley Swift, Congressman John Rankin, Senator Joseph McCarthy, and J.B. Matthews — in the campaign against the Rosenberg appointment. (fn 34)“

„Freedman, ein vom Glauben abgefallener Jude, war der Anti-Defamation League und dem American Jewish Committee als aktiver Unterstützer arabischer Interessen im Nahen Osten wohlbekannt. Im Verlauf seiner unberechenbaren und oft widersprüchlichen Zeugenaussage vor dem Komitee des Senates enthüllte Freedman die Rollen, die die antisemitischen Agitoren und Antikommunisten des rechten Flügels, wie Gerald L.K. Smith, Conde McGinley, der „Reverend“ Wesley Swift, der Kongressabgeordneten John Rankin, Senator Joseph McCarthy, und J.B. Matthews, in der Kampagne gegen die Berufung Rosenbergs spielten.“

## Werke
- League for Peace With Justice in Palestine. Freedman veröffentlichte seine Broschüren unter der Ägide der League for Peace With Justice in Palestine, die er 1946 gründete.[21]
- Palestine. In: Destiny: The Magazine of National Life, Januar 1948, S. 26–28 (originally appeared in the National Economic Council’s Letter, no. 177, Oct. 15, 1947). Haverhill, Mass.
- Facts are Facts. Noontide, ISBN 0-317-53273-1
- Why Congress is Crooked or Crazy or Both. Founder, 1946, League for Peace with Justice in Palestine (self-published, New York, 1975)